# Tropidia ramosa
Tropidia ramosa är en orkidéart som beskrevs av Johannes Jacobus Smith. Tropidia ramosa ingår i släktet Tropidia och familjen orkidéer. Inga underarter finns listade i Catalogue of Life.